# 타스만 빙하

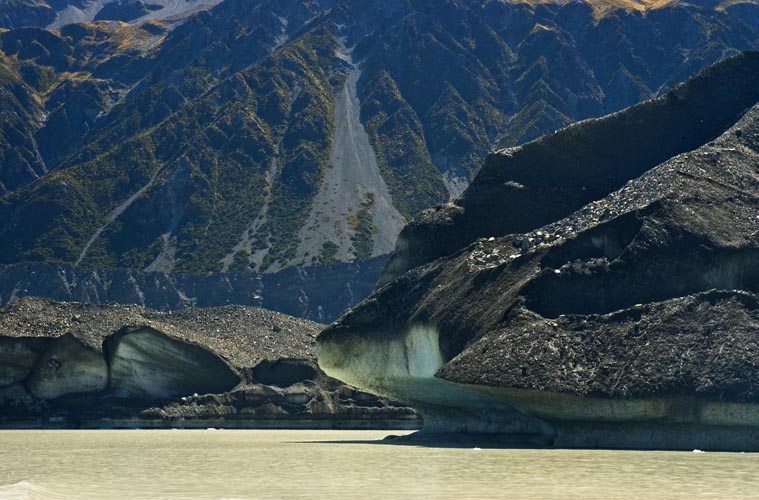
타스만 호수

타스만 빙하(Tasman Glacier)는 뉴질랜드 남섬에 있는 서던알프스산맥에서 맥킨지 분지를 향해 남쪽과 동쪽으로 흐르는 빙하 중 가장 큰 것이다. 이 빙하는 29km의 길이와 4km의 폭이 있고, 전체 아오라키 마운트쿡 국립공원 안에 있다. 최대 깊이는 600m이다.

## 개요
타스만 빙하는 미나렛트 피크의 남쪽 경사면에서, 그 정상이 빙하에서 불과 5 km 거리에 있는 쿡산의 동쪽면을 따라 남쪽으로 흐르고 있다. 이 빙하는 머치슨 빙하의 녹은 얼음물이 도중에 부딪치지 않고, 이 녹은 얼음물은 모렌인의 외부에서 타스만 빙하 곁으로 흘러들기 위해 방향을 바꿀 때까지 동북에서 흘러 내리고 있다.
두 빙하에서 흘러내린 물이 타스만 빙하의 끝 부분에 있는 타스만 호수에 쌓인 후 남쪽으로 흐르고, 가까운 후커 빙하와 뮬러 빙하에서 흘러나오는 물로 타스강 넓은 골짜기에 합류해서 더 커진 흐름이 푸카키 호수로 남쪽으로 흐른다. 그 흐름은 결국 와이타키강에 들어가 오마르의 북쪽에서 태평양으로 흘러간다.
서던알프스산맥의 서쪽에서 동쪽으로 뮬러 빙하, 후커 빙하 그리고 타스만 빙하가 함께 있지만, 그들의 빙하는 1990년에서 2000년경 10년에 사이에 크게 후퇴했다. 종단이 확대된 호수(빙하의 상류에 있는 모레인) 하얀 얼음의 후퇴, 얼음이 얇아 져서 모레인 벽 높이가 올라간 것에 주목한다.

## 같이 보기
- 아오라키 마운트쿡 국립공원
- 뉴질랜드의 빙하